# 145588 Sudongpo
145588 Sudongpo è un asteroide della fascia principale. Scoperto nel 2006, presenta un'orbita caratterizzata da un semiasse maggiore pari a 2,3198699 UA e da un'eccentricità di 0,1154337, inclinata di 6,57279° rispetto all'eclittica.